# Cheam
Cheam är en del av en befolkad plats i Storbritannien.   Den ligger i grevskapet Greater London och riksdelen England, i den södra delen av landet, 18 km söder om huvudstaden London. Cheam ligger 55 meter över havet och antalet invånare är 11 286.
Terrängen runt Cheam är platt.Runt Cheam är det mycket tätbefolkat, med 4 188 invånare per kvadratkilometer. Närmaste större samhälle är City of London, 19,0 km nordost om Cheam. Runt Cheam är det i huvudsak tätbebyggt.